# Hijo de la luna
Hijo de la luna (Spaans voor "Zoon van de maan") is een Spaanstalig liedje. De tekst en melodie zijn geschreven door José María Cano van de groep Mecano, die in 1990 daarmee een derde plaats haalde in de Nederlandse Top 40. Het lied is vertolkt door diverse artiesten, waaronder Loona (1999), Sarah Brightman (2000), Belle Pérez met Voice Male (2003) en Haggard (2008). Een Nederlandstalige versie wordt gezongen door Leoni Jansen. Ook is het nummer gesampeld door DJ Zany en The Prophet in het hardstylenummer 384.000.

## Inhoud
Het lied gaat over een zigeunervrouw die de maan smeekt om een zigeunerman te kunnen trouwen. De maan antwoordt dat zij de man kan krijgen, op voorwaarde dat haar eerstgeboren zoon de maan toekomt.
De vrouw vindt een man en krijgt vervolgens een albinokind. De zigeunerman wil echter niet geloven dat het zijn zoon is, omdat de huid van het kind wit is, in tegenstelling tot de huid van een zigeuner. Hij denkt daardoor dat zijn vrouw hem met een andere man bedrogen heeft. Uit woede doodt hij haar, waarna hij het kind achterlaat op de top van een heuvel.
Hierna is het de maan die zich als een pleegmoeder over het achtergelaten kind ontfermt. Als het kind huilt, maakt de maan een wiegje door een halve maan te worden. Als het kind rustig slaapt, is de maan ook tevreden en straalt dan helemaal waardoor het volle maan is.

## Hitnotering Mecano
| Hijo de la luna in de Nederlandse Top 40 - binnen: 16 juni 1990 | Hijo de la luna in de Nederlandse Top 40 - binnen: 16 juni 1990 | Hijo de la luna in de Nederlandse Top 40 - binnen: 16 juni 1990 | Hijo de la luna in de Nederlandse Top 40 - binnen: 16 juni 1990 | Hijo de la luna in de Nederlandse Top 40 - binnen: 16 juni 1990 | Hijo de la luna in de Nederlandse Top 40 - binnen: 16 juni 1990 | Hijo de la luna in de Nederlandse Top 40 - binnen: 16 juni 1990 | Hijo de la luna in de Nederlandse Top 40 - binnen: 16 juni 1990 | Hijo de la luna in de Nederlandse Top 40 - binnen: 16 juni 1990 | Hijo de la luna in de Nederlandse Top 40 - binnen: 16 juni 1990 | Hijo de la luna in de Nederlandse Top 40 - binnen: 16 juni 1990 | Hijo de la luna in de Nederlandse Top 40 - binnen: 16 juni 1990 |
| Week                                                            | 1                                                               | 2                                                               | 3                                                               | 4                                                               | 5                                                               | 6                                                               | 7                                                               | 8                                                               | 9                                                               | 10                                                              |                                                                 |
| --------------------------------------------------------------- | --------------------------------------------------------------- | --------------------------------------------------------------- | --------------------------------------------------------------- | --------------------------------------------------------------- | --------------------------------------------------------------- | --------------------------------------------------------------- | --------------------------------------------------------------- | --------------------------------------------------------------- | --------------------------------------------------------------- | --------------------------------------------------------------- | --------------------------------------------------------------- |
| Nummer                                                          | 29                                                              | 15                                                              | 10                                                              | 5                                                               | 4                                                               | 3                                                               | 5                                                               | 9                                                               | 19                                                              | 33                                                              | uit                                                             |

### NPO Radio 2 Top 2000
| Nummer met noteringen in de NPO Radio 2 Top 2000 | '99 | '00 | '01 | '02 | '03 | '04  | '05 | '06 | '07 | '08 | '09 | '10  | '11  | '12  | '13  | '14  | '15  | '16  | '17  | '18  | '19  | '20  | '21  | '22  | '23  | '24  |
| ------------------------------------------------ | --- | --- | --- | --- | --- | ---- | --- | --- | --- | --- | --- | ---- | ---- | ---- | ---- | ---- | ---- | ---- | ---- | ---- | ---- | ---- | ---- | ---- | ---- | ---- |
| Hijo de la luna                                  | 444 | 628 | 774 | 749 | 593 | 1018 | 987 | 932 | 954 | 859 | 997 | 1111 | 1088 | 1169 | 1201 | 1399 | 1485 | 1799 | 1704 | 1751 | 1977 | 1919 | 1409 | 1201 | 1421 | 1253 |

1. ↑  Een vetgedrukt getal geeft de hoogste notering aan.

## Hitnotering Loona
| Hijo de la luna in de Nederlandse Top 40 - binnen: 16 juni 1999 | Hijo de la luna in de Nederlandse Top 40 - binnen: 16 juni 1999 | Hijo de la luna in de Nederlandse Top 40 - binnen: 16 juni 1999 | Hijo de la luna in de Nederlandse Top 40 - binnen: 16 juni 1999 | Hijo de la luna in de Nederlandse Top 40 - binnen: 16 juni 1999 | Hijo de la luna in de Nederlandse Top 40 - binnen: 16 juni 1999 | Hijo de la luna in de Nederlandse Top 40 - binnen: 16 juni 1999 | Hijo de la luna in de Nederlandse Top 40 - binnen: 16 juni 1999 | Hijo de la luna in de Nederlandse Top 40 - binnen: 16 juni 1999 | Hijo de la luna in de Nederlandse Top 40 - binnen: 16 juni 1999 | Hijo de la luna in de Nederlandse Top 40 - binnen: 16 juni 1999 |
| Week                                                            | 1                                                               | 2                                                               | 3                                                               | 4                                                               | 5                                                               | 6                                                               | 7                                                               | 8                                                               | 9                                                               |                                                                 |
| --------------------------------------------------------------- | --------------------------------------------------------------- | --------------------------------------------------------------- | --------------------------------------------------------------- | --------------------------------------------------------------- | --------------------------------------------------------------- | --------------------------------------------------------------- | --------------------------------------------------------------- | --------------------------------------------------------------- | --------------------------------------------------------------- | --------------------------------------------------------------- |
| Nummer                                                          | 37                                                              | 31                                                              | 22                                                              | 19                                                              | 18                                                              | 22                                                              | 27                                                              | 34                                                              | 39                                                              | uit                                                             |

## Hitnotering Belle Pérez & Voice Male
| Show me love 2008 in de Ultratop 50 - binnen: 30 november 2002 | Show me love 2008 in de Ultratop 50 - binnen: 30 november 2002 | Show me love 2008 in de Ultratop 50 - binnen: 30 november 2002 | Show me love 2008 in de Ultratop 50 - binnen: 30 november 2002 | Show me love 2008 in de Ultratop 50 - binnen: 30 november 2002 | Show me love 2008 in de Ultratop 50 - binnen: 30 november 2002 | Show me love 2008 in de Ultratop 50 - binnen: 30 november 2002 | Show me love 2008 in de Ultratop 50 - binnen: 30 november 2002 | Show me love 2008 in de Ultratop 50 - binnen: 30 november 2002 | Show me love 2008 in de Ultratop 50 - binnen: 30 november 2002 | Show me love 2008 in de Ultratop 50 - binnen: 30 november 2002 | Show me love 2008 in de Ultratop 50 - binnen: 30 november 2002 | Show me love 2008 in de Ultratop 50 - binnen: 30 november 2002 | Show me love 2008 in de Ultratop 50 - binnen: 30 november 2002 | Show me love 2008 in de Ultratop 50 - binnen: 30 november 2002 | Show me love 2008 in de Ultratop 50 - binnen: 30 november 2002 | Show me love 2008 in de Ultratop 50 - binnen: 30 november 2002 | Show me love 2008 in de Ultratop 50 - binnen: 30 november 2002 | Show me love 2008 in de Ultratop 50 - binnen: 30 november 2002 | Show me love 2008 in de Ultratop 50 - binnen: 30 november 2002 |
| Week                                                           | 1                                                              | 2                                                              | 3                                                              | 4                                                              | 5                                                              | 6                                                              | 7                                                              | 8                                                              | 9                                                              | 10                                                             | 11                                                             | 12                                                             | 13                                                             | 14                                                             | 15                                                             | 16                                                             | 17                                                             | 18                                                             |                                                                |
| -------------------------------------------------------------- | -------------------------------------------------------------- | -------------------------------------------------------------- | -------------------------------------------------------------- | -------------------------------------------------------------- | -------------------------------------------------------------- | -------------------------------------------------------------- | -------------------------------------------------------------- | -------------------------------------------------------------- | -------------------------------------------------------------- | -------------------------------------------------------------- | -------------------------------------------------------------- | -------------------------------------------------------------- | -------------------------------------------------------------- | -------------------------------------------------------------- | -------------------------------------------------------------- | -------------------------------------------------------------- | -------------------------------------------------------------- | -------------------------------------------------------------- | -------------------------------------------------------------- |
| Nummer                                                         | 42                                                             | 33                                                             | 32                                                             | 24                                                             | 12                                                             | 11                                                             | 11                                                             | 12                                                             | 8                                                              | 8                                                              | 11                                                             | 12                                                             | 13                                                             | 15                                                             | 20                                                             | 21                                                             | 25                                                             | 43                                                             | uit                                                            |